# Схинопсис Лоренца
Схинопсис Лоренца (лат. Schinopsis quebracho-colorado) — лиственное дерево из семейства Сумаховые, вид рода Схинопсис.
Распространён в субтропических областей Парагвая; лесообразующая порода дерева в регионе Гран-Чако Аргентины, Парагвая и Боливии.

## Название
Обычно называется коронильо (исп. coronillo), кебрачо колорадо сантьягеньо (исп. quebracho colorado santiagueño), кебрачо мачо (исп. quebracho macho) и кебрачо боли́ (исп. quebracho bolí). Обозначение колорадо (исп. colorado - красный) отличает это дерево от другого вида деревьев, также называемого квебрахо, Aspidosperma quebracho-blanco (белое квебрахо исп. quebracho blanco из семейства Кутровые). Приставка сантьягуэньо (исп. santiagueño) (от провинции Сантьяго дель Эстеро) отличает это дерево от кебрачо колорадо чакеньо (исп. quebracho colorado chaqueño), близкородственного вида Schinopsis balansae.

## Использование
Это дерево очень важно с экономической точки зрения из-за своей чрезвычайно твёрдой и прочной древесины, а также из-за высокого содержания таннина. Кожевенная промышленность эксплуатирует леса квебрахо уже более ста лет.

## Синонимы
Синонимика вида включает следующие названия:
- Aspidosperma quebracho-colorado Schltdl.basionym
- Loxopterygium lorentzii Griseb.
- Quebrachia laurentzii Griseb.
- Quebrachia lorentzii (Griseb.) Griseb.
- Schinopsis heterophylla Ragon. & J.Castigl.
- Schinopsis lorentzii (Griseb.) Engl.
- Tipuana speciosa Benth.